# ヤンネ・ハッポネン
ヤンネ・ハッポネン（フィンランド語: Janne Mikael Happonen、1984年6月18日 - ）は、フィンランドクオピオ出身のスキージャンプ選手。

## プロフィール
ハッポネンは1992年にスキージャンプを始めた。2001年のジュニア世界選手権で団体金メダルを獲得。2001年11月23日、地元クオピオでスキージャンプ・ワールドカップにデビュー、11位となった。
このシーズンは1月のコンチネンタルカップ（日本、札幌）で2連勝、ジュニア世界選手権では個人、団体の2冠になった。
しかしその後コンチネンタルカップでは毎年好成績をあげるもののワールドカップではあまり成績を残せずにいた。
2006年のスキーフライング世界選手権で団体銀メダルを獲得、続くオリンピックでも団体銀メダルを獲得した。また、3月に入りラハティでワールドカップ初勝利をあげるとプラニツァの最終戦でも2勝目をあげ、総合14位となった。
日本での相性は良好で2006年夏のサマーグランプリ、白馬で2連勝、2008年のワールドカップ（札幌、大倉山）では2戦連続2位など好成績を記録した。
2008年3月3日、地元クオピオでワールドカップ3勝目、総合で自己最高位の8位となった。
2008年6月、ドイツのクリンゲンタールでトレーニング中腿を骨折。リハビリの後2009年2月に再びジャンプのトレーニングを始めた。コーチ陣は3月のノルディックトーナメントから復帰させようとしたが、ハッポネンはトレーニング不足を理由に2009年夏の復帰を発表した。